# Slezskoostravský Rock-Fest
Slezskoostravský Rock-Fest Open Air je jednodenní klubový rockmetalový hudební festival, který se koná na Slezskoostravském hradě v ostravském městském obvodu Slezská Ostrava. Na festivalu dostávají prostor kromě rockových a metalových hvězd také regionální klubová seskupení a mládežnické hudební soubory.

## Jednotlivé ročníky

### 1. ročník (2008)
V červenci roku 2008 se uskutečnil prvotní pokus o hudební festival, jehož hlavním posláním bylo zviditelnění regionálních klubových rockových seskupení. Tato akce se uskutečnila za nepříliš hojné účasti v areálu Staré kuželny ve Slezské Ostravě. Zhruba 100 návštěvníků ovšem ocenilo velké zaujetí pořadatelů i všech účinkujících. Vstup byl zdarma a vystoupily kapely: Bompar a Hašlerka, Bart, Černá Kočka, Andy Marshall Band, Disassster, Glayzy.

### 2. ročník (2009)
Druhý ročník festivalu se konal na stejném místě začátkem září roku 2009. Na této akci opět vystoupily regionální, amatérské, klubové kapely s tím, že organizátoři (Kultura pro Slezskou Ostravu o. s.) pozvali poprvé známého headlinera festivalu, kapelu Vilém Čok & Bypass, zapracovali na propagaci a výsledek byl 300 návštěvníků. Na Slezskoostravském Rock-Festu /SORF/ v roce 2009 hrály kapely: Immer, Kapriola, Andy Marshall Band, Vilém Čok & Bypass, Glayzy, Naked Floor.

### 3. ročník (2010)
Třetí ročník stále rostoucího a úspěšnějšího festivalu s názvem Slezskoostravský Rock-Fest /SORF/, organizátoři /občanské sdružení Kultura pro Slezskou Ostravu/ uspořádali na stejném místě, ale v termínu srpen 2010. se stala legenda československého rocku ostravská kapela Citron. Na rozdíl od předchozích ročníků vyšlo do třetice i nádherné počasí a akci navštívilo přes 600 lidí.
Během dvanáctihodinového maratónu se představily skupiny: No Trip, 333, Rum Guvno, Zpocený Voko, Orchidea, HC3, Endless, Citron.

### 4. ročník (2011)
Vzhledem k rostoucímu zájmu a ohlasu veřejnosti organizátoři festivalu ustálili termín konání akce na srpen. Čtvrtý ročník se vyznačoval změnou místa, mezinárodními interprety a rozšíření z jedné scény na dvě. Legendární československá kapela Katapult se stala jedním z headlinerů čtvrtého ročníku hudebního festivalu Slezskoostravský Rock-Fest 2011 Open Air, který se konal v sobotu 20. srpna 2011 v areálu Slezskoostravského hradu. Za krásného letního počasí se akce zúčastnilo na 800 návštěvníků. Další interpreti: Smash Hit Combo/Fr/, Root, NIL, The Downhill/Sk/, Euthanasia, Witch Hammer, Black Roll, Zpocený Voko, Dona Said Yes, Kopr… a celým dnem provázel Ruda z Ostravy.

### 5. ročník (2012)
5. ročník Slezskoostravského Rock-Festu open air proběhl po vydařených zkušenostech z minulých let opět na Slezskoostravském hradě dne 25. srpna 2012 od 11.30 – 23.00 hodin.
Hudební festival se konal opět na dvou pódiích – Nádvoří STAGE a Aréna STAGE, kde v poledních hodinách vystoupily mladé hudební soubory, vítězové hudebních soutěží Boom Cup a Radegast Líheň a od odpoledních do nočních hodin následovala produkce známých rockových kapel. Pořadatelé se zaměřili na rockové legendy, které v Ostravě delší dobu nevystupovaly, a tudíž po nich byli tamní fanoušci „hladoví“ jako např. Aleš Brichta Band, Tanja i oblíbená Doga, nebo stále „bláznivější“ Vilém Čok & Bypass, či moravská ethnometalová formace Silent Stream Of Godless Elegy. Na talentovanou rockovou partičku Segment, finalistu televizní soutěže Česko Slovensko má talent bylo zvědavo také nemálo příznivců. Ze zahraničních hostů zavítali němečtí Asgaia či také velmi pestrý slovenský Tom Grohregin žijící v Ostravě.
Součástí festivalu byly opět doprovodné akce i atrakce pro děti a mládež – dětský koutek.V průběhu akce prodeje občerstvení, workshopy a jiné aktivity…celým festivalem provázel známý a oblíbený moderátor, bavič Ruda z Ostravy.
Kapely: Aleš Brichta Band, Doga, Vilém Čok & Bypass, Silent Stream Of Godless Elegy, Segment, Silent Hill, Asgaia /Ger/, Tanja, Kapriola, Tom Grohregin, The Places.

### 6. ročník (2013)
6. ročník Slezskoostravského Rock-Festu se konal opět na dvou podiích – Nádvoří STAGE a Aréna STAGE v prostorách Slezskoostravského hradu dne 25. srpna 2013. Organizátoři navázali několik partnerských vztahů s dodavateli služeb, hudebními kluby, předprodejními společnostmi, reklamními a mediálními partnery. Cena vstupného na festival byla 200 Kč v předprodeji, na místě byl vstup za 300 Kč. Účast vzrostla na 1200 lidí. Celým festivalem provázel Tom Grohregin – moderátor České televize. Na tomto ročníku festivalu vystoupilo dvanáct účinkujících. Kapely Arakain, Cold Cold Groun (Finsko), Synkopy 61, Kurtizány z 25. Avenue, Salamandra, Hentai Corporation, Abi Gail, Greedy Invalid, Glayzy, Up!Great, Acid Station, Ginger. Součástí festivalu byly opět doprovodné akce i atrakce pro děti a mládež – dětský koutek s možností přenechání dětí do rukou profesionálních pedagogických pracovníků. V průběhu akce byl zajištěn prodej občerstvení, workshopy a jiné aktivity.